# ترلئو
ترلئو (به اسپانیایی: Trelew) شهری در کشور آرژانتین، استان چوبوت است که در سال ۲۰۰۹ میلادی، حدود ۱۲۵٬۰۰۰ نفر جمعیت داشته‌است.